# InterRail
InterRail de transport internațional feroviar de un bilet care să permită trenurilor să călătorească în toată Europa.
InterRail bilete sunt destinate în primul rând pentru tinerii care cele mai multe beneficii de pe ele, dar si pentru adulti si copii. Persoanele sub 26 de ani, la achiziționarea unui bilet de reduceri pentru tineret.

### InterRail Tipuri de bilete
Biletul InterRail Global Pass este valabil în 30 de țări acoperite de program (pe lista de țări de mai jos) și, de asemenea, se referă la kursującego de feribot între Italia și Grecia. Există bilete de tren pentru diferite perioade de valabilitate, de exemplu, pentru un bilet de 5 zile de parcursuri valabilă pentru 10 de zile sau un bilet în 10 de zile de parcursuri valabilă pentru 22 de zile. Pentru cei care doresc să călătorească în mai multe, bilete de tren disponibile sunt valabile în orice moment printr-o perioadă de 22 de zile sau o lună.
Biletul InterRail One Country Pass, înlocuiește fostul EuroDomino și oferă libertatea de a calatori intr-o țara timp de 3, 4, 6 sau 8 zile, un astfel de bilet este valabil pentru o lună. Biletul este valabil pentru una dintre țările participante în InterRail, cu excepția Muntenegru și Bosnia-Herțegovina.
Țările acoperite oferite sunt: Austria, Belgia, Bosnia și Herțegovina, Bulgaria, Croația, Republica Cehă, Danemarca, Finlanda, Franța, Germania, Marea Britanie, Grecia, Ungaria, Italia, Luxemburg, Muntenegru, Olanda, Norvegia, Olanda, Polonia, Portugalia, Irlanda, Macedonia , România, Serbia, Slovacia, Slovenia, Spania, Elveția, Suedia și Turcia.